# Prosoeca robusta
Prosoeca robusta är en tvåvingeart som beskrevs av Mario Bezzi 1924. Prosoeca robusta ingår i släktet Prosoeca och familjen Nemestrinidae. Inga underarter finns listade i Catalogue of Life.